# Khủng hoảng con tin Sydney 2014
Vào ngày 15–16 tháng 12 năm 2014, một tay súng (hành động một mình) có tên là Man Haron Monis, bắt giữ 17 khách hàng và nhân viên quán cà phê sô-cô-la Lindt trên đường Martin Place ở Sydney, Australia làm con tin. Sau 16 giờ đối chọi khiến khu vực quanh hiện trường thuộc quận kinh doanh trung tâm Sydney bị phong tỏa và các tòa nhà xung quanh phải đóng cửa, cảnh sát thuộc Lực lượng chiến đấu chiến thuật (TOU) đã ập vào quán cà phê sau khi nghe thấy tiếng súng nổ từ bên trong. Một con tin bị tay súng này bắn chết, sau đó chính hắn cũng đã bị cảnh sát tiêu diệt. Một con tin khác chết vì đau tim trên đường tới bệnh viện.
Trước đó, từ bên ngoài người ta nhìn thấy các con tin bị ép đứng sát ngoài cửa sổ quán cà phê, trên tay cầm một lá cờ đen của Thánh chiến cực đoan với dòng chữ thể hiện tín ngưỡng Hồi giáo shahādah viết bằng tiếng Ả-rập. Ban đầu giới truyền thông nhầm lá cờ này với lá cờ do Nhà nước Hồi giáo Iraq và Levant (ISIL) sử dụng. Kẻ khủng bố có nhiều tiền án bao gồm xâm hại tình dục, bị buộc tội đồng phạm trong vụ giết vợ anh ta. Hắn được miêu tả là có "động cơ chính trị". Sau đó, các sự kiện xảy ra được đánh giá là "thiếu chuẩn bị và đơn độc... chỉ có một người, một khẩu súng và một lá cờ"; và rằng kẻ khủng bố này chỉ là một trong số rất nhiều phần tử quá khích muốn giành quyền lực "chỉ bằng cách gắn bản thân với một biểu tượng từ một châu lục khác".
Cảnh sát giải quyết vụ việc như với một vụ tấn công khủng bố và thương lượng với Monis suốt cả ngày. Hơn 50 tổ chức Hồi giáo đã ra tuyên bố chung chỉ trích vụ việc.